# Jordi Colomer
Jordi Colomer i Gallego (* 10. April 1942 in Barcelona) ist ein spanischer Alpinist und Sportfunktionär. Er ist Mitglied des Club Excursionista de Gràcia. Er war Vizepräsident der Federación Española de Deportes de Montaña y Escalada (FEDME) und war Präsident der Union Internationale des Associations d’Alpinisme (UIAA).

## Leistungen als Sportfunktionär
1988 erweckte er die Grup d'Alta Muntanya Espanyol (GAME), deutsch Spanischer Hochgebirgsclub, wieder zum Leben, und ebenso baute er die Escola Espanyola d'Alta Muntanya (EEAM), deutsch Spanische Hochgebirgschule, wieder auf, nachdem beide Organisationen in den vorangegangenen Jahren in Vergessenheit zu geraten drohten. Von 1999 bis 2007 stand er als Präsident dem International Council for Ski Mountaineering Competitions (ISMC) der UIAA vor.
Als es 2004 zu Unstimmigkeiten im Vorstand der UIAA kam, weswegen der damalige Präsident Alan Blackshaw ebenso wie zwei weitere Vorstandsmitglieder ihre Ämter niederlegten, behielt Colomer sein Mandat als Vizepräsident bei. 2011 bis 2012 nahm er das Amt des Präsidenten a. i. wahr, nachdem der damals amtierende Präsident, Mike Mortimer, aufgrund von Gesundheitsproblemen sein Amt per Ende 2011 zur Verfügung gestellt hatte.
In einem Interview betonte Colomer, dass er als Übergangspräsident neben dem Garantieren der internen Betriebsabläufe bis zur nächsten Präsidentenwahl und dem Vernetzen der Mitgliederverbände auch an eine der Hauptaufgaben der UIAA erinnern wolle: dem Wahrnehmen der Verantwortung für die Berge, den Naturschutz und die Bergbevölkerung durch die UIAA, denn die UIAA repräsentiere weltweit und auf internationalem Terrain die an Bergbesteigungen und Klettertouren Interessierten und dort Aktiven.

## Expeditionen (Auswahl)
- 1966 – Mount-Kenya-Massiv und Ruwenzori-Gebirge
- 1972 – Alpamayo
- 1975, 1977 – Saraghrar I
- 1979 – Dhaulagiri
- 1981 – Ama Dablam
- 1983 – Grönland
- 1985 – Ahaggar
- 1987 – Tilicho

## Ehrungen
2007 wurde Colomer mit dem Real Orden del Mérito Deportivo ausgezeichnet, der höchsten Auszeichnung für sportliche Leistungen oder für herausragende Leistungen zur Förderung des Sports, der einmal jährlich in Spanien vergeben wird.